# Plagiothecium incurvatum
Plagiothecium incurvatum là một loài rêu trong họ Plagiotheciaceae. Loài này được (Schrad. ex Brid.) De Not. mô tả khoa học đầu tiên năm 1867.